# Paleopteryx thomsoni
Paleopteryx thomsoni es la única especie conocida del género dudoso extinto Paleopteryx (gr. “ala antigua”) de dinosaurio celurosauriano dromeosáurido, que vivió a finales del período Jurásico, hace aproximadamente 150 millones de años, en el Kimmeridgiense, en lo que es hoy Norteamérica. Sus restos fueron encontrados en la Formación Morrison, Colorado, EE. UU.. Conocido solo por una tibia parcial, BYU 2022, es considerado un posible manirraptor o una antigua ave. Identificado y nombrado por J. A. Jensen en 1981, siendo redescrito por el mismo Jensen y K. Padian en 1989. Por ese tiempo el nombre binomial, Palaeopteryx thomsoni era considerado inválido por Jensen. BYU 2022 fue recogido en los años 70 por una expedición paleontológica de la Universidad Brigham Young dirigida por J. A. Jensen. Ellos encontraron el depósito del Jurásico tardío en la cantera de "Dry Mesa" en Uncompahgre Upwarp al oeste de Colorado. En ella encontraron una mezcla de fósiles que incluían pterosaurios y material de dinosaurios. Un espécimen notable es el fémur derecho de un terópodo maniraptor derivado, BYU 2023. Este último ha perdido el extremo distal y mide aproximadamente 63 milímetros. Es probablemente tan pequeño como el individuo BYU 2022. BYU 2023 muestra apomorfismos conocidos solo en los maniraptores avanzados, incluyendo Microvenator, Microraptor, y Archaeopteryx. BYU 2022 y BYU 2023 son importantes ya que muestran que los maniraptores del Jurásico superior, en Norteamérica, eran muy pequeños.
Palaeopteryx, BYU 2022, se ha prestado a mucha confusión en internet, en la prensa de divulgación y por muchos escritores creacionistas. Ha sido descrita como una posible ave tan vieja como Archaeopteryx, aunque no ha sido asignada claramente a Avialae, y el horizonte de donde proviene el fósil es más joven que el de Archaeopteryx, aunque sigue siendo en el Jurásico. BYU 2022 mide solo 45 milímetros de largo y fue descrito por Jensen en 1981 un tibio-tarso proximal izquierdo similar al de las aves. Entonces fue enumerado por R.E. Molnar en 1985 en un examen de los pájaros conocidos más tempranos. Jensen y Padian lo identificaron como un radio derecho distal de un pequeño deinonicosauriano o una ave en 1989.